# Марш за наши жизни

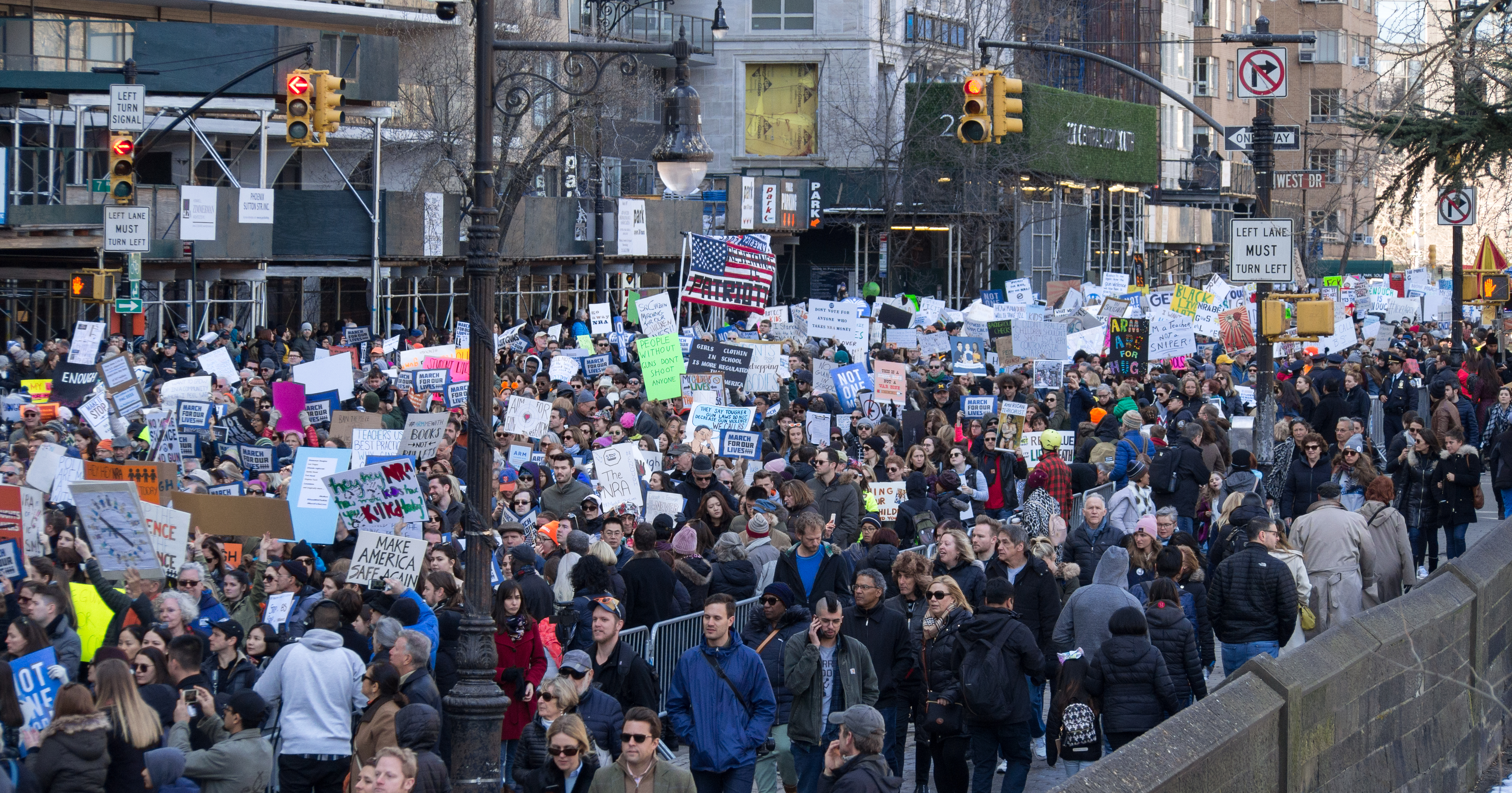
Демонстрация в Нью-Йорке

Марш за наши жизни (англ. March for Our Lives) — демонстрация и общенациональная акция 24 марта 2018 года в Вашингтоне, округ Колумбия, проведенная студентами в поддержку более жёсткого контроля над стрелковым оружием. Аналогичные марши и демонстрации состоялись в сотнях городов США, странах Европы, Африки, Азии и в Австралии. Организаторами протестной акции выступили ученики школы Марджори Стоунмэн Дуглас (Marjory Stoneman Douglas) в Паркленде, штат Флорида, где 14 февраля 2018 года в результате стрельбы, устроенной одним из бывших учеников, погибли 17 человек.
Участники протестов требовали запретить свободную продажу многозарядного и штурмового оружия, усиление контроля в этой сфере. Несмотря на широкую общественную поддержку, федеральная власть и Конгресс США не ответили на требования школьников из Флориды.